# アーサーとミニモイの不思議な国
『アーサーとミニモイの不思議な国』（原題：Arthur et les Minimoys、英題：Arthur and the Invisibles）は、2006年のフランス映画。実写と3Dアニメーションとで構成されたファンタジー映画である。リュック・ベッソン監督・原作による三部作の第一作。

## 原作
原作はリュック・ベッソンによる児童文学。2002年からシリーズとしてフランスで出版され、日本でも翻訳出版されている。映画化第一作となる本作では、そのうち『アーサーとミニモイたち』と『アーサーと禁じられた王国』を映像化している。
- アーサーとミニモイたち Arthur et les Minimoys（2002）
- アーサーと禁じられた王国 Arthur et la Cité interdite（2003）
- アーサーとマルタザールの逆襲 Arthur et la Vengeance de Maltazard（2004）
- アーサーとふたつの世界の決戦 Arthur et la Guerre des deux mondes（2005）

## あらすじ
アーサーは、10歳の誕生日を迎えたばかりの少年。アーサーは祖母と一緒に屋敷で暮らしていた。アーサーの祖父は失踪しており、両親はめったに家に帰ってこなかった。アーサーの祖母はアーサーが寝る前にベッドで、冒険家で博学だった祖父が書き記していた物語を読んで聞かせていた。その物語の中には、屋敷の庭の地下に住んでいるという小さくて可愛らしいミニモイ族の話があった。
ある日、アーサーは自分の家が借金のために差し押さえられてしまう事を知る。祖父がアフリカから持って帰ってきた宝物が屋敷の庭に隠されていることを聞いたアーサーは宝物の手がかりを探すうち、祖父の書物から庭の地下にあるミニモイの国に宝があることを知り、自らミニモイの国へと向かう。そこでアーサーはミニモイの王女セレニアと彼女の弟ベタメッシュと出会い、彼らと共にミニモイの国を滅ぼそうとする悪魔マルタザールを倒す旅に出ることとなる…。

## スタッフ
- 監督 - リュック・ベッソン
- 製作 - リュック・ベッソン、エマニュエル・プレヴォスト
- 原案 - セリーヌ・ガルシア
- 原作 - リュック・ベッソン
- 脚本 - リュック・ベッソン、セリーヌ・ガルシア
- 撮影 - ティエリー・アルボガスト
- 美術監督 - パトリス・ガルシア、フィリップ・ルシエ
- 衣装デザイン - オリヴィエ・ベリオ
- 音楽 - エリック・セラ
- CGI監督 - ピエール・ブファン

## キャスト
| 役名                   | 俳優                     | 日本語吹替              |
| 実写部分               | 実写部分                 | 実写部分                |
| ---------------------- | ------------------------ | ----------------------- |
| アーサー               | フレディ・ハイモア       | 神木隆之介              |
| おばあちゃん           | ミア・ファロー           | 夏木マリ                |
| アーサーの母           | ペニー・バルフォー       | 勝田晶子                |
| アーサーの父           | ダグ・ランド             | 咲野俊介                |
| おじいちゃん           | ロナルド・クロフォード   | 永井一郎                |
| アニメーション部分     |                          |                         |
| セレニア               | マドンナ                 | 戸田恵梨香              |
| マルタザール           | デヴィッド・ボウイ       | Gackt                   |
| マックス               | スヌープ・ドッグ         | トシ （タカアンドトシ） |
| クーロマッサイ         | アンソニー・アンダーソン | タカ （タカアンドトシ） |
| イージーロー           | アレン・ホイスト         | タカ （タカアンドトシ） |
| ベタメッシュ           | ジミー・ファロン         | えなりかずき            |
| 王                     | ロバート・デ・ニーロ     | 富田耕生                |
| トラベル・エージェント | チャズ・パルミンテリ     |                         |
| ダルコス               | ジェイソン・ベイトマン   | 乃村健次                |
| デイビット             |                          | 茶風林                  |

- その他：楠大典、佐々木梅治、小川真司、麦人、長谷瞳、新田万紀子、山口りゅう、杉山大、関谷真一、安齋龍太、桑原敬一、高橋研二、川添麻美、U.K.、山崎文雄

## 公開
フランスで2006年11月29日に一部劇場で公開された後、12月13日にフランスとベルギーで拡大公開された。アメリカでは2006年12月29日に一部劇場で公開された後、2007年1月12日に2247館で拡大公開され、週末興行成績で9位になった。
日本では2007年9月15日から9月17日の三連休に先行上映を行い、2007年9月22日に字幕版および日本語吹き替え版が丸の内ピカデリー3系列ほかで公開され、全国週末興行成績で初登場3位となった。